# Maria Probst
Pour les articles homonymes, voir Probst.
Maria Probst, née le 1er juillet 1902 et morte le 1er mai 1967 est une femme politique allemande. Elle était membre de la CSU.

## Biographie

### Enfance, études et mariage
Fille d'un diplomate, le Dr Wilhelm Mayer, Maria Probst étudie l'allemand et l'histoire et obtient un doctorat, en 1930. De son mariage avec le Dr Alfons Probst, tué vers la fin de la Seconde Guerre mondiale, elle a deux filles.

### Carrière
Après la guerre, elle commence à travailler comme enseignante, à Hammelburg. Elle rejoint l'Union chrétienne-sociale en Bavière (CSU) alors qu'elle est élue députée au Landtag de Bavière, en 1946. Elle est membre du Bundestag national, dès sa création, en 1949, représentant la circonscription de Karlstadt. Du 1er octobre 1952 jusqu'au 26 juin 1953, elle dirige une commission parlementaire d'enquête chargée d'évaluer les conséquences de la guerre dans les ministères fédéraux. De 1957 à 1965, elle est vice-présidente du Bundestag, sur les questions des victimes de guerre et des rapatriés. Du 9 décembre 1965 jusqu'à sa mort, elle est la première femme à occuper le bureau du vice-président du Bundestag. Du 27 février 1958 jusqu'au 21 décembre 1965, elle est députée européenne. 

## Distinctions
- Le 3 juillet 1959, elle a reçu l'ordre bavarois du Mérite.
- Au moins dix collectivités franques l'ont nommée citoyenne d'honneur. Une salle, une école, un collège et un foyer pour personnes âgées portent également son nom.

## Sources
- (en) Cet article est partiellement ou en totalité issu de l’article de Wikipédia en anglais intitulé « Maria Probst » (voir la liste des auteurs).